# Der Erbarmungslose
Der Erbarmungslose (Originaltitel: La horse, zu Deutsch: Heroin) ist ein italienisch-französisch-deutscher Spielfilm aus dem Jahr 1970 von Pierre Granier-Deferre. Das Drehbuch, das von Pascal Jardin verfasst wurde, basiert auf dem Roman La horse von Michel Lambesc. Die Hauptrollen sind mit Jean Gabin, Eléonore Hirt, Christian Barbier und Marc Porel besetzt. Weltpremiere hatte der Film am 22. Februar 1970 in Frankreich. In Deutschland war er am 26. Juni 1970 erstmals im Kino zu sehen.

## Handlung
Er wird nur der „Alte“ genannt, der Bauer auf dem Lande, der auf seinem Hof Tochter Louise, den Schwiegersohn Maurice und die Enkelin Véronique herumkommandiert. Er bestimmt alles, was zu geschehen hat, denn: „Ich habe den Hof geerbt!“ Die Welt um ihn herum hat sich verändert, er selbst aber nicht. Besonders deutlich wird dies, als sein Enkelsohn Henri, 24 Jahre alt und Barmixer zur See, Urlaub auf dem Hof macht und der Alte entdeckt, dass Henri in den Rauschgifthandel verwickelt ist. Das sieht er als den Einbruch der „neuen Zeit“; aber sowas gibt es hier nicht, wo noch die „alte Zeit“ herrscht. Das Heroin (daher der Originaltitel „Horse“ gleich „Heroin“) vernichtet er und einen Boten aus der Unterwelt legt er kurzerhand um. Doch dann rücken die geprellten Händler mit mehreren Leuten an und piesacken den Alten, töten sein Vieh und vergewaltigen die Enkelin – bis die Bauersfamilie unter Anleitung des Patriarchen mit List und Kaltblütigkeit die Eindringlinge umbringt.
Schließlich kommt die Polizei und forscht nach. Aber die Familie hält zusammen; nichts lässt sich beweisen, und der Enkel Henri will zum Schluss sogar selbst Bauer werden.

## Kritik
Das Lexikon des internationalen Films bemerkt lapidar, bei dem Film handle es sich um einen in ungewohntem Milieu spielenden Kriminalfilm von einiger Qualität. Weniger mild urteilt der Evangelische Filmbeobachter, der seine Kritik so zusammenfasst: „Der Film rechtfertigt autoritäres und diktatorisches Verhalten und verbreitet eine reaktionäre Auffassung von Recht, Gesellschaft und Ordnung.“